# Čitluk (Mali Zvornik)
Čitluk (Servisch cyrillisch Читлук) is een plaats in de Servische gemeente Mali Zvornik. De plaats telt 238 inwoners (2002).